# Camera dell'Assemblea di Dominica
La Camera dell'assemblea di Dominica (in inglese House of Assembly of Dominica) è l’organo monocamerale dello stato caraibico dominicense. È composta di 32 membri, di cui 21 rappresentanti, 2 membri “ex-officio” (il Presidente della Camera e il Procuratore generale) e 9 senatori. Essi rappresentano il popolo di Dominica e restano in carica per cinque anni. I rappresentanti sono eletti in circoscrizioni elettorali singole con un sistema maggioritario a turno unico e, una volta in carica, decidono se i senatori debbano essere eletti con votazione parlamentare o debbano essere nominati. Qualora dovesse essere scelto quest’ultimo metodo, cinque sono scelti dal Presidente con il parere del Primo Ministro e quattro con il parere del capo dell'opposizione. Gli attuali senatori sono nominati.